# Pedicularis tamurensis
Pedicularis tamurensis är en snyltrotsväxtart som beskrevs av Yamazaki. Pedicularis tamurensis ingår i släktet spiror, och familjen snyltrotsväxter. Inga underarter finns listade i Catalogue of Life.